# Liriomyza quiquevittata
Liriomyza quiquevittata är en tvåvingeart som beskrevs av Mitsuhiro Sasakawa 1994. Liriomyza quiquevittata ingår i släktet Liriomyza och familjen minerarflugor. Inga underarter finns listade i Catalogue of Life.